# Maria Luise von Hohenzollern-Sigmaringen

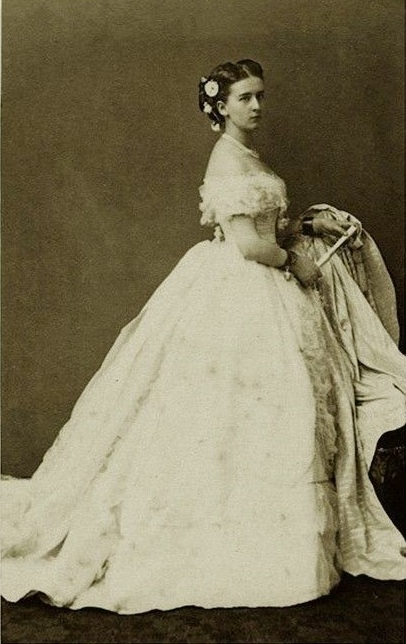
Maria von Hohenzollern, Gräfin von Flandern

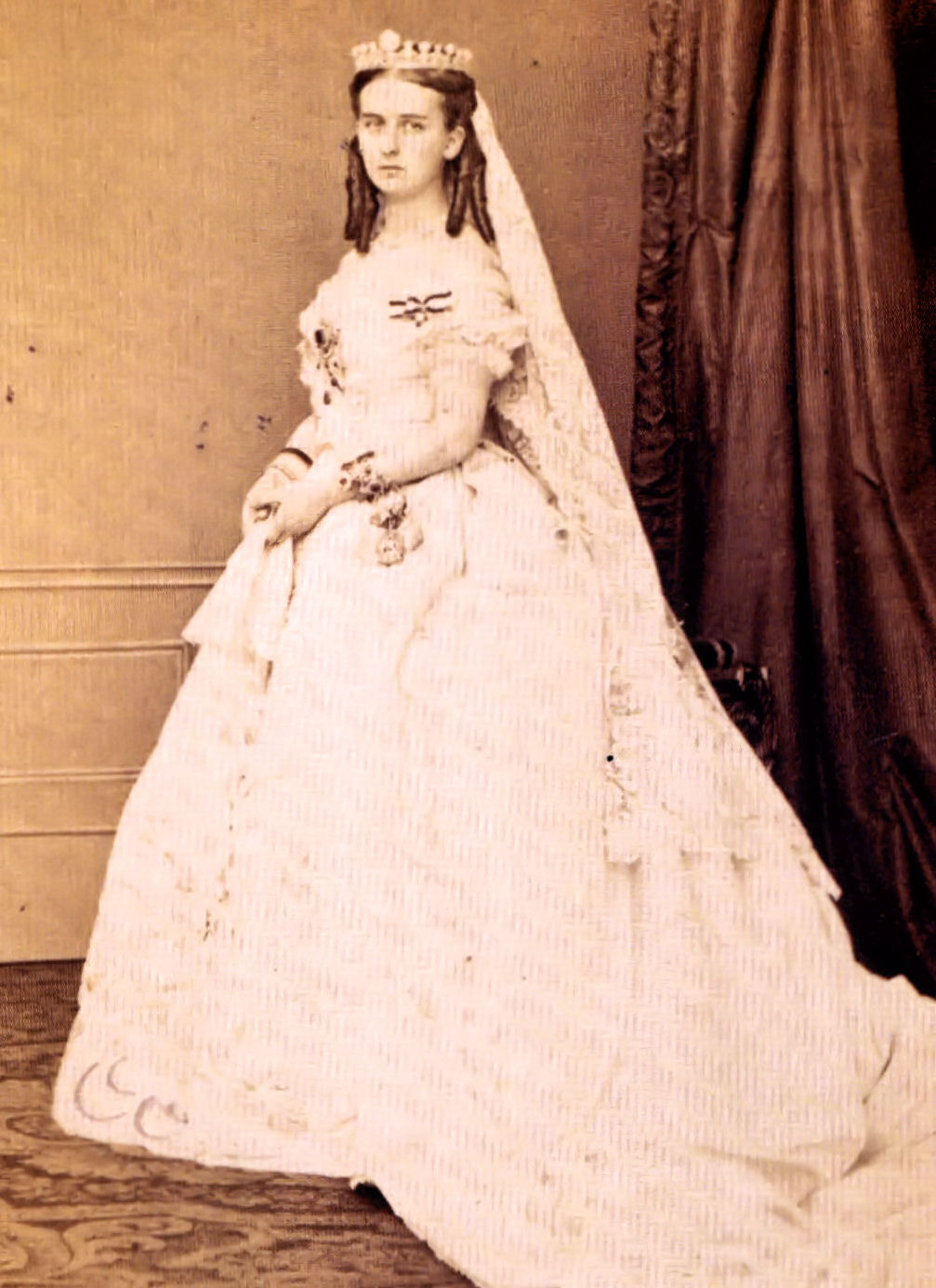
Prinzessin Maria von Hohenzollern zum Zeitpunkt ihrer Vermählung, 1867

Maria (nach anderen Quellen Marie) Luise Alexandra Karoline von Hohenzollern-Sigmaringen (* 17. November 1845 in Sigmaringen; † 26. November 1912 in Brüssel) war eine Prinzessin von Hohenzollern-Sigmaringen und durch Heirat, als Gräfin von Flandern, Prinzessin von Belgien. Sie ist eine Ururgroßmutter des jetzigen belgischen Königs Philippe.

## Leben
Maria war das jüngste Kind des Hohenzollern-Fürsten und preußischen Ministerpräsidenten Karl Anton (1811–1885) und seiner Ehefrau Prinzessin Josephine von Baden (1813–1900). Als Kind siedelte Maria mit ihrer Familie nach Düsseldorf nach Schloss Jägerhof über, wo ihr Vater als preußischer Divisionskommandeur residierte.
Sie heiratete am 25. April 1867 Prinz Philipp von Belgien (1837–1905), Graf von Flandern und dritter Sohn von König Leopold I. von Belgien. Die Trauung wurde in der Berliner Hedwigskirche durch Heinrich Förster, Fürstbischof von Breslau, vollzogen.
Der französische Kaiser vermutete zu Unrecht, dass Maria auf das belgische Königshaus einwirke, um die von Frankreich missbilligte spanische Thronkandidatur ihres Bruders Leopold zu unterstützen. Die Nichte ihres Ehemanns, Kronprinzessin Stephanie von Österreich, berichtete später über Maria: „Auch meine Tante hatte ich innig ins Herz geschlossen und lernte sie mehr und mehr bewundern. Diese ausgezeichnete Gattin und musterhafte Mutter wußte ihre Kinder zu rechtschaffenen Männern und klugen Frauen, würdig ihres Namens, ihres Ranges und ihrer Stellung, zu erziehen.“
Maria betätigte sich auch als Malerin und Radiererin. In Düsseldorf erhielt sie Malunterricht bei Heinrich Mücke und Sophus Jacobsen, in Belgien bei Jean-François Portaels, Guillaume Van der Hecht (1817–1891), Ernest Blanc-Garin und Victor Uytterschaut (1847–1917). Sie schuf Genre- und Landschaftsbilder sowie Stillleben. 1870 übernahm sie die Schirmherrschaft über die kurzlebige Société internationale des aquafortistes. Ihre sämtlichen graphischen Arbeiten befinden sich in der königlichen Bibliothek von Brüssel.
Maria Luise starb mit 67 Jahren in Belgien und wurde in der Liebfrauenkirche (Laeken) in Brüssel beerdigt.

## Nachkommen
Aus Marias Ehe, die allen Berichten zufolge glücklich war, gingen folgende Kinder hervor:
- Baudouin (1869–1891)
- Henriette Marie (1870–1948)

⚭ 1896 Philippe Emmanuel Maximilien Marie Eudes d’Orléans, duc de Vendôme (1872–1931)
- Joséphine (1870–1871)
- Joséphine (1872–1958)

⚭ 1894 Prinz Karl Anton von Hohenzollern (1868–1919)
- Albert I. (1875–1934), König der Belgier

⚭ 1900 Herzogin Elisabeth Gabriele in Bayern (1876–1965)